# San Ramón (Cristo Nos Valga)
San Ramón es un centro poblado peruano, ubicado en el distrito de Cristo Nos Valga, perteneciente a la provincia de Sechura del departamento de Piura, al norte del Perú. En el 2017 tenía una población de 32 habitantes.